# 陈善有
陈善有（진선유，1988年12月17日—），韩国女子短道速滑运动员。2006年都灵冬奥会上，陈善有获得短道速滑女子个人1500米，女子个人1000米，女子3000米接力三个项目的冠军。

## 另请参阅
- 2006年冬季奥林匹克运动会短道速滑比赛